# Phil Rudd
Phillip Hugh Norman Rudd (født Phillip Hugh Norman Witschke Rudzevecuis, den 19. maj 1954 i Melbourne, Australien) er en australsk musiker, og har været trommeslager i det australske hårde rock band AC/DC. Han holdt denne position fra 1975 til 1983 hvorefter han forlod gruppen og sluttede sig til dem igen i 1994 til 2015. Efter bassisten Mark Evans forlod AC/DC i 1977 var han den eneste australsk fødte medlem i bandet.
Han bruger et SONOR trommesæt, Paiste bækken og Aquarian trommeskind samt Easton ahead trommestikker.

## Biografi
Rudd spillede i flere bands i Melbourne inden han sluttede sig til Buster Brown med den fremridige Rose Tattoo-forsanger, Angry Anderson. De udgav albummet Something to Say i 1975, men Rudd havde forladt bandet året før for at spille i Coloured Balls for en kort periode. I starten af 1975 hørte han, at AC/DC manglede trommeslager og bassist (Peter Clack og Rob Bailey blev fyret i januar 1975). Rudd prøvede at få ex-Buster Brown bassisten Geordie Leach til at tage med til audition, men Leach afslog. Rudd tog selv af sted og blev hyret øjeblikkeligt. Han passede godt ind i bandet og hans solide spillestil gav en god effekt på albummerne. I 1976 flyttede AC/DC til Storbritannien, og begyndte at turnere i hele verden.

### Fyret fra AC/DC
Bon Scott døde i 1980. Bandet hyrede derfor Brian Johnson og indspillede deres bedst sælgende album, Back in Black. Rudd havde det svært med Scotts død, men fortsatte i AC/DC indtil han forlod bandet under indspilningen af Flick of the Switch i 1983. Han havde færdiggjort sit arbejde, og selvom B.J. Wilson blev indkaldt for at fuldende albummet, blev Wilsons optagelser ikke brugt. Simon Wright overtog Rudds stilling, og det var derfor Wright, der var med i videoerne til albummet.
Fyringen af Rudd var delvist på grund af hans alkoholproblemer, men også konflikten med rytmeguitarist og medstifter, Malcolm Young, var også en faktor. Efter at være blevet smidt ud af AC/DC slog Rudd sig ned på New Zealand, hvor han købte et helikopterbaseret fragtfirma. Han valgte muligvis New Zealand på grund af sin høje status. AC/DC-fans begyndte at køre op gennem gaderne hvor Rudd tidligere havde levet for at finde ham.
Om perioden væk fra AC/DC har Rudd sagt: "I kørte biler, fløj helikoptere, blev landmand og såede afgrøder. Jeg levede i New Zealand, hvilket var fremragende; stille og roligt uden nogen der generede mig." Rudd fortsatte med at spille trommer, "snarere når jeg havde lyst end når jeg var nødt til det."

### Genforening med AC/DC
Da AC/DC i 1991 nåede til New Zealand under The Razors Edge World Tour, kontaktede de Rudd for at invitere ham til en "jamming session". Rudd accepterede tilbuddet og endte med at blive genansat.
Sammenlignet med de andre trommeslagere der har været anses hans spillestil for at passe bedst med de andre medlemmers. Af denne grund var de glade for at kunne byde ham velkommen ved enden af Chris Slades kontrakt. Der var dog ingen misstemning ved Slades afsked. Bandet roste Slade for sin optræden og tekniske færdighed, men fastslog at den specielle lyd havde manglet i AC/DC's musik siden bruddet i 1983. Efter en sigtelse for narkotika og dødstrusler i 2014, blev han fyret igen, og Chris Slade blev genansat som trommeslager i AC/DC. Phil Rudd vendte dog tilbage til AC/DC i 2018.